# Råsunda IP
Råsunda IP va ser un camp de futbol que es trobava a Solna, al nord de la ciutat d'Estocolm. Era l'estadi de l'AIK Solna abans de la construcció de l'estadi Råsunda. Va ser construït el 1910 i enderrocat el 1937, quan es Råsunda Stadium fou construït en el mateix emplaçament.
El 1912 va ser una de les seus de la competició de futbol dels Jocs Olímpics d'Estocolm.